# Açude Cocorobó
O Açude Cocorobó é uma barragem localizada no estado da Bahia, Brasil. Sua principal função é fornecer água para irrigação e consumo humano na região árida da caatinga, especificamente na região de Canudos, ao norte da Bahia. O reservatório abrange parte das áreas que um dia foram ocupadas pela cidade de Canudos, historicamente conhecida por ser o cenário da Guerra de Canudos, ocorrida entre 1896 e 1897.

## Localização
O Açude Cocorobó está localizado na região de Canudos, ao norte da Bahia, a aproximadamente 410 km da capital do estado, Salvador, próximo ao entroncamento das rodovias BR-116 e BR-225. Sua construção teve início em 1951 como parte do projeto Vaza Barris, visando à formação do lago artificial de Cocorobó. O objetivo primário do projeto era a irrigação de 460 hectares de terras, controle de enchentes, apoio à piscicultura e abastecimento de água para a nova cidade de Canudos. A propriedade da barragem pertence ao Departamento Nacional de Obras Contra as Secas (DNOCS).
O reservatório submergiu as ruínas da antiga cidade de Canudos, local da Guerra de Canudos (1896-1897). Este foi aparentemente um esforço deliberado para apagar as memórias da supressão de uma revolta popular pelo exército republicano em 1896-97. No entanto, o Parque Estadual de Canudos, criado em 1986 ao sul da barragem, preserva os principais locais da guerra. A finalidade declarada do parque é tornar impossível o esquecimento dos mártires liderados por Antônio Conselheiro.

## Reservatório
A barragem abarca o Rio Vaza-Barris. A bacia hidrográfica do rio acima da barragem drena uma área de 3.600km². A precipitação média anual é de 477mm, com escoamento anual de 97 x 106 m³. O leito do rio no reservatório é coberto por depósitos aluviais arenosos com bolsões de lodo. Os substratos folhelhosos são maciços, apenas moderadamente fracturados e de baixa permeabilidade. O reservatório cobre uma área de 2.395 hectares com um volume de 244.375.950m³. Em setembro de 2014, o reservatório ficou com apenas 20% de sua capacidade, após uma seca prolongada.

## Estrutura da barragem
A barragem é de terra em forma de leque, com núcleo areno-argiloso, com o talude protegido por enrocamento. O material agregado pétreo e a areia artificial foram derivados de quartzito da margem direita do rio, ao lado da barragem. A barragem tem uma altura máxima de 33,5m, com um comprimento de 643m. A base da barragem tem 90m de largura. A crista tem 7m de largura e uma altitude de 362m.
O vertedouro termina em uma queda e uma bacia de dissipação a uma altitude de 332,5m. É revestido de concreto armado e projetado para processar 1.824m³ por segundo. A estrutura de captação de água possui torre e tubos duplos com 1m de diâmetro. A entrada de água tem tubos de 1m revestidos em concreto armado. Está dimensionada para vazão de 4,6m³ por segundo. É controlado por duas comportas planas a montante e válvulas de controle manual a jusante.

## Construção
A construção do Açude Cocorobó teve início em 1951, sob gestão direta do DNOCS. Entre 1951 e 1966, 600.000m³ de aterro foram escavados, ou 48% do total. Em 1967, a barragem atingiu seu volume máximo, com 650m³ de aterro compactado. Logo após a conclusão da barragem, em dezembro de 1967, parte do aterro escorregou, com cerca de 45.000m³, movendo-se cerca de 100m. Ele foi reparado e foram instalados instrumentos para monitorar o aterro. Algumas rachaduras apareceram e as pressões piezométricas foram consideradas altas. No entanto, após mais observações e análises, a barragem foi considerada aceitável.